# 1112
L'any 1112 fou un any de traspàs començat en dilluns que forma part de l'edat mitjana.

## Esdeveniments
- Ramon Berenguer III es casa amb Dolça de Provença.[1]
- Apogeu d'Angkor.
- Alfons I proclamat rei de Portugal.
- Hildegarda de Bingen es fa monja.
- Segons la teoria de la Senyera Reial i els ceptres daurats comença a usar-se la senyera amb tres barres vermelles.
- Fundació del Marcgraviat de Baden.
- Alaungsithu comença el seu regnat a Pagan (Birmània).

## Naixements
- Enric IV de Luxemburg (data aproximada)

## Necrològiques
- Enric de Borgonya, comte portuguès
- Tancred de Galilea, líder de les croades
- Jordi II de Geòrgia, rei